# Geschoren piekhaartonnetje
Het geschoren piekhaartonnetje (Cercophora solaris) is een schimmel uit de familie Neoschizotheciaceae. Het leeft saprotroof voor op dood loofhout.

## Kenmerken
De perithecia zijn alleen aan de basis behaard. De sporen meten 16-25 x 4-5,5 µm.

## Verspreiding
In Nederland komt het geschoren piekhaartonnetje uiterst zeldzaam voor.